# Gina Fedon
Gina Fedon est une astronome amateur italienne, naturalisée américaine.

## Biographie
Le Centre des planètes mineures lui attribue la découverte de trois astéroïdes, toutes effectuées en 1999 avec la collaboration de son collègue et époux Mark Abraham depuis l'observatoire privé Everstar dont ils sont propriétaires à Olathe au Kansas.
| (18873) Larryrobinson | 13 novembre 1999 |
| (18883) Domegge       | 31 décembre 1999 |
| (20623) Davidyoung    | 10 octobre 1999  |